# Steen Jensen Bille

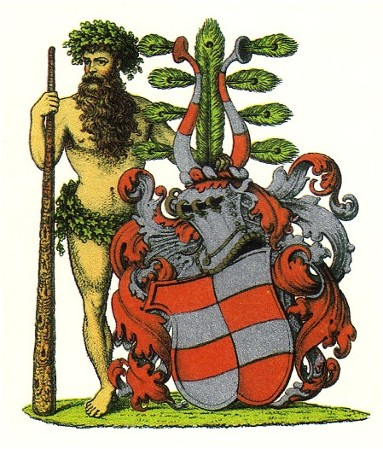
Ätten Billes vapen såsom det avbildades i Danmarks Adels Aarbog 1890.

Steen Bille, född 10 maj 1565 i Visborgs slott (Gotland), död i oktober 1629 på Billesholms gods. Lensmand i Trondhjem, Härjedalen, Jämtland och Romsdal. Psalmförfattare representerad i danska Psalmebog for Kirke og Hjem. 
Uppgiften att han avled i fängelset på Dragsholms slott är felaktig och härstammar från en sammanblandning med en avlägsen släkting med samma för- och efternamn, men med annat patronymikon (Mogensen).

## Psalmer
- Jeg råber fast, o Herre, översättning till danska 1612 från Ambrosius Lobwasser (1564) tyska text. Ursprungstexten på latin av Clément Marot, från 1539.